# 니시미즈호역
니시미즈호역(일본어: 西瑞穂駅)은 일본 홋카이도 아사히카와시에 위치한 홋카이도 여객철도 후라노 선의 철도역이다. 역 번호는 F32이며, 단선 승강장 1면 1선의 구조를 갖춘 지상역이다.

## 역 주변
- 국도 제237호선

## 역사
- 1958년 3월 25일 : 일본국유철도의 역으로서 개업. 여객 취급만.
- 1987년 4월 1일 : 일본국유철도 분할 민영화에 의해, 홋카이도 여객철도가 승계.
- 1992년 4월 1일 : 간이위탁 폐지, 완전 무인화.

## 인접 역
| 홋카이도 여객철도           | 홋카이도 여객철도 | 홋카이도 여객철도             |
| --------------------------- | ----------------- | ----------------------------- |
| F 33 니시카구라 후라노 방면 | 후라노 선         | 니시고료 F 31 아사히카와 방면 |